# 수원선일초등학교
수원선일초등학교(水原善一初等學校)는 대한민국 경기도 수원시 권선구에 있는 공립 초등학교이다.

## 연혁
- 1996년 3월 1일 : 개교
- 2014년 : 병설유치원 개원

## 참고 자료
- 수원선일초등학교 - 한국교육학술정보원 학교알리미